# Новосадовый (Белгородская область)
Новосадовый — поселок в Белгородского района Белгородской области России. Административный центр Новосадовского сельского поселения.
Поселок находится на расстоянии 2 км от трассы Белгород-Воронеж. Территория представляет собой холмистую равнину, изрезанную овражно-балочной системой.
Новосадовый граничит с Беломестненским сельским поселением, городом Белгород (на западе) и селом Ближняя Игуменка, которое расположено в северо-восточной части Белгородского района.

## История
В 1933 году земли Старогородского сельсовета (включая и территорию поселка) были переданы тресту «Росглавплодоовощ» Министерства пищевой промышленности РСФСР. На них, примерно в десяти километрах от Белгорода, и было образовано хозяйство, получившее название «Росглавплодоовощ». Сюда переселились люди из старого города и близлежащих сел: Шишино, Ближняя Игуменка, Мясоедово. Они стали первыми жителями поселка. Всю историю поселка невозможно отделить от истории совхоза. Ведь в 40-50-е годы поселка как такового не существовало, а было лишь название «совхоз».
В 1941 году в совхозе жило 16 семей общей численностью 57 человек. После начала Великой Отечественной войны, летом 1941 года, почти все мужчины были призваны на военную службу — 12 человек. Совхоз был занят немецко-фашистскими захватчиками 24 октября 1941 года. 18 января 1943 года фашисты вынужденно отступили. Вторично вступили 5 июля 1943 года, разрушили и сожгли все постройки до вторичного отступления в ночь с 5 на 6 августа 1943 года. От пожара сгорело 70 % садов.
Последующие годы ушли на восстановление разрушенного войной хозяйства и объектов социального назначения, строительство жилья. Потянулись в поселок и люди из близлежащих деревень и старого города, переселенцы из других мест.
В 1956 году была открыта начальная школа, в которой обучались около 40 учеников. С октября 1959 года начал работу фельдшерский пункт. Но основное развитие поселка, преобразившее его внешний вид, пришлось на 60-70 годы. Наступило время, чтобы дать селению название. Указом Президиума Верховного Совета РСФСР.
29 января 1968 года поселок «Росглавконсерв» был переименован в поселок Новосадовый. А получил он это название благодаря заложенным молодым яблоневым садам в 50-е годы вдоль трассы Белгород-Воронеж.
Большие изменения в развитии поселка произошли после того, как был образован Новосадовский сельский совет. Так, в 1990 году все улицы были заасфальтированы. В центре был заложен новый парк. Также был построен новый магазин. В 1991 году по левую сторону трассы, ведущей в поселок, был заложен новый жилой массив. В 1995 году установлена новая водонапорная башня.

## Социально-культурная сфера
В поселке расположены учреждения: МОУ «Новосадовская средняя общеобразовательная школа», МДОУ № 6 поселка Новосадовый; Новосадовский сельский Дом культуры; офис семейного врача; Новосадовская сельская библиотека; почтовое отделение связи Новосадовый.

## Население
| 2002 | 2010  | 2021  |
| ---- | ----- | ----- |
| 1562 | ↗1994 | ↗7833 |